# یواس‌اس تاید (اس‌پی-۹۵۳)
یواس‌اس تاید (اس‌پی-۹۵۳) (به انگلیسی: USS Tide (SP-953)) یک کشتی بود که طول آن ۱۴۳ فوت (۴۴ متر) بود. این کشتی  در سال ۱۹۱۶ ساخته شد.